# Jochen Fanghänel

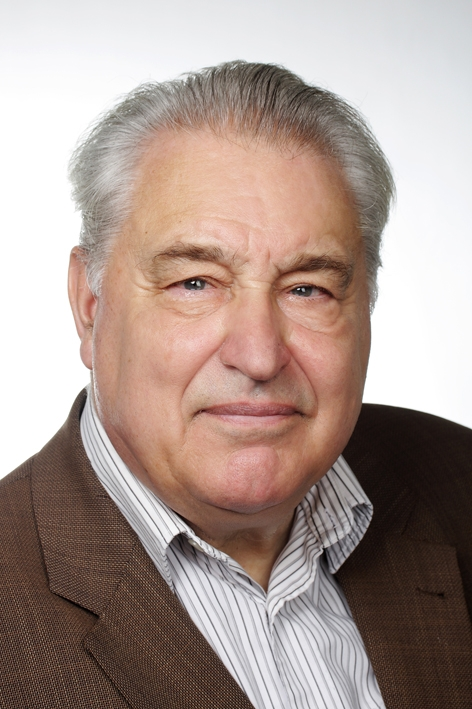
Jochen Fanghänel, 2011

Jochen Fanghänel (* 3. April 1939 in Frankenberg/Sa.; † 1. September 2024) war ein deutscher Anatom und Hochschullehrer. Er war langjähriger Lehrstuhlinhaber für Anatomie an der Universität Greifswald.

## Leben
Fanghänel stammte aus einer Akademikerfamilie und musste in der Deutschen Demokratischen Republik aufgrund seines familiären Hintergrundes (sein Vater war ein leitender Finanzbeamter gewesen) zunächst bei der Deutschen Reichsbahn arbeiten. Ein Medizinstudium blieb ihm verwehrt, bis sein Arbeitgeber ihn aufgrund eines Mangels an Betriebsärzten ab 1958 ein Studium der Humanmedizin und Zahnmedizin an der Universität Rostock gestattete. 1966 wurde er zum Dr. med. promoviert. Nachdem er sich 1974 mit einer Arbeit über nachgeburtliches Wachstum habilitiert hatte, war er zunächst als Privatdozent am Anatomischen Institut der Universität Rostock tätig. 1977 wurde er als Professor an die Ernst-Moritz-Arndt-Universität Greifswald berufen. Ab 1982 war er über 22 Jahre Lehrstuhlinhaber und Direktor des Anatomischen Instituts. In die Zeit seines Direktorats erfolgte eine Sanierung des Gebäudekomplexes. Für längere Zeit arbeitete er am Institut für Biostrukturen der Pommerschen Medizinischen Universität Stettin. An der University of Manitoba war er Gastprofessor. 
Fanghänel betreute 190 Doktorarbeiten und neun Habilitationen. Er beteiligte sich an der Einrichtung des Humanbiologie-Studiums und war an der Entwicklung einer Knieendoprothese maßgeblich beteiligt. Der Zahnmedizin verbunden, betrieb Fanghänel 2004/05 als Emeritus über drei Semester den Aufbau der Oralen Anatomie in Greifswald. Später übernahm er eine Forschungsstelle an der Poliklinik für Kieferorthopädie des Universitätsklinikums Regensburg.

## Ehrenämter
- Gründungspräsident der Deutschen Gesellschaft für Teratologie
- Vorsitzender der Gesellschaft für Anatomie der DDR (1979–1989)
- Ratsmitglied der European Teratology Society
- Präsident der Anatomischen Gesellschaft (1998–2002)

## Ehrungen
- Ehrenmitglied der Anatomischen Gesellschaften Bulgariens, Rumäniens, der Tschechoslowakei und der Allunions-Gesellschaft
- Karl-Lohmann-Medaille (1988)
- Ehrenmedaille der US-amerikanischen und kanadischen Gesellschaft für Anatomie (1990)
- Forschungspreis ART.O[7]

## Veröffentlichungen (Auswahl)
- mit Fred Sinowatz, Martin Bergmann und Jürgen Seitz: Embryologie des Menschen. Kurzlehrbuch. Deutscher. Ärzteverlag, Köln 1999, ISBN 3-7691-0272-X.
- Segment-Anatomie. Elsevier, München 2009, ISBN 978-3-437-57970-7.

als Herausgeber
- Waldeyer – Anatomie des Menschen. Berlin 2003, ISBN 3-11-016561-9.
- mit Werner Linß: Histologie. Berlin 1999, ISBN 3-11-014032-2.
- mit Gert-Horst Schumacher und Trivedi V. Persaud: Teratologie. Jena 1986, ISBN 3-334-60381-4.